# Tobias Gulliksen
Tobias Fjeld Gulliksen (* 9. Juli 2003 in Drammen, Norwegen) ist ein norwegischer Fußballspieler, der hauptsächlich als Linksaußen spielt. Aktuell steht er in Schweden beim Djurgårdens IF unter Vertrag.

## Karriere

### Vereine
Tobias Gulliksen begann seine Vereinskarriere in der Jugend bei Konnerud IL und wechselte 2015 in die Jugendabteilung von Strømsgodset IF. Im Jahr 2020 gab er sein Profidebüt für Strømsgodset in der Eliteserie, der höchsten norwegischen Fußballliga. Dort absolvierte er bis zum Sommer 2023 insgesamt 66 Spiele und erzielte 7 Tore.
Am 21. Juli 2023 gab der Eliteserien-Club FK Bodø/Glimt die Verpflichtung von Gulliksen bekannt. Er unterzeichnete einen Vertrag über vier Jahre. International konnte er im August 2023 die ersten zwei Spiele mit jeweils 71 Minuten Spielzeit absolvieren. Bei der Conference League in der 3. Qualifikationsrunde spielte er gegen die armenische Mannschaft FC Pjunik Jerewan, wobei man Hin- und Rückspiel mit jeweils 3:0 gewann. Gulliksen machte mit seinem Treffer den 3:0-Auswärtssieg am 17. August 2023 perfekt. Mit dem Verein überstand er später auch die Gruppenphase und schied in der Zwischenrunde knapp gegen Ajax Amsterdam aus. Am Ende der Saison 2023 gewann Gulliksen dann noch den norwegischen Meistertitel und schoss dabei in elf Ligaspielen vier Treffer.
Am 24. Februar 2024 verpflichtete ihn dann der schwedische Erstligist Djurgårdens IF mit einem Vertrag bis 2027. Die Ablösesumme für den Stürmer belief sich auf 1,8 Millionen Euro. 

### Nationalmannschaft
Seit 2018 absolvierte Tobias Gulliksen 40 Partien für diverse norwegische Jugendnationalmannschaften und erzielte bisher 16 Treffer. Aktuell ist er für dessen U-21-Auswahl aktiv. 

## Erfolge
FK Bodø/Glimt
- Norwegischer Meister: 2023

## Privatleben
Er ist der jüngere Bruder von Mathias Fjeld Gulliksen (* 2000), der ebenfalls aktiv Fußball in Norwegen spielt, aktuell für Ullensaker/Kisa IL in der drittklassigen PostNord-Ligaen.